# Freccia Vallone 1962
La Freccia Vallone 1962, ventiseiesima edizione della corsa, si svolse il 7 maggio 1962 per un percorso di 201 km. La vittoria fu appannaggio del belga Henri De Wolf, che completò il percorso in 5h41'28" precedendo il connazionale Pino Cerami ed il tedesco occidentale Hans Junkermann.
Al traguardo di Charleroi furono 38 i ciclisti, dei 101 partiti da Liegi, che portarono a termine la competizione.

## Ordine d'arrivo (Top 10)
| Pos. | Corridore            | Squadra                 | Tempo    |
| ---- | -------------------- | ----------------------- | -------- |
| 1    | Henri De Wolf        | Gitane-Geminiani-Leroux | 5h41'28" |
| 2    | Pino Cerami          | Peugeot                 | a 2"     |
| 3    | Hans Junkermann      | Torpedo                 | a 3"     |
| 4    | Armand Desmet        | Flandria-Faema-Clément  | a 17"    |
| 5    | Martin Van Geneugden | Flandria-Faema-Clément  | a 19"    |
| 6    | Jean Forestier       | Gitane-Geminiani-Leroux | a 52"    |
| 7    | Rolf Wolfshohl       | Gitane-Geminiani-Leroux | a 1'02"  |
| 8    | Jo de Haan           | Gitane-Geminiani-Leroux | a 2'50"  |
| 9    | Piet Van Est         | Flandria-Faema-Clément  | a 2'52"  |
| 10   | Joseph Schils        | Mercier-Hutchinson-BP   | a 2'55"  |